# غوغو رادوليسكو
كان غورغي «غوغو» رادوليسكو (مواليد 5 سبتمبر عام 1914 – وفيات عام 1991) صحفيًا واقتصاديًا رومانيًا وشخصيةً رفيعة المستوى في النظام الشيوعي. كان ينحدر من أصول غجرية وروسية مختلطة. بدأ رادوليسكو بمزاولة نشاطه اليساري والمناهض للفاشية خلال أوائل ثلاثينيات القرن العشرين حين كان طالبًا في الأكاديمية التجارية في مدينة بوخارست. أسس الجبهة الطلابية الديمقراطية التي دخلت في مواجهة مباشرة مع الحرس الحديدي الفاشي، وذلك فضلًا عن المؤسسة الحاكمة المحافظة في المملكة الرومانية، المدعومة من من الحزب الشيوعي الروماني المتخفي، واتحاد الشباب الشيوعي (الذي كان عضوًا فيه منذ عام 1933). كان رادوليسكو على تواصل مع اليساريين المعتدلين والمستقلين. نظم معسكرًا تدريبيًا في بلدة مويتشو في عام 1935، والتي شارفت قوات الجندرمة (الدرك) على تفكيكه. اختطفه وعذبه أشخاص مرتبطين بجماعة الحرس الحديدي في عام 1937. أقصي بعدها من اتحاد الشباب الشيوعي بسبب العصيان الذي أبداه. عمل رادوليسكو كباحث في معهد التخمينات الاقتصادية تحت إشراف صديقه الشيوعي بيلو زيلبر بعد أن نال درجة الدكتوراه في عام 1938.
استدعي رادوليسكو لأداء الخدمة كملازم في القوات البرية الرومانية خلال المراحل الأولى من الحرب العالمية الثانية. فر قبل عملية بارباروسا أو أثنائها (في شهر يونيو من عام 1941)، وسلم نفسه للجيش الأحمر. منِح نفس وضع أسرى الحرب الرومانيين، ونقل بين عدد من المعسكرات الواقعة في عمق الاتحاد السوفيتي. استطاع الجناح المنفي من الحزب الشيوعي الروماني أو الفصيل الموسكوي تخليصه من الأسر في عام 1943. كلِف بعدها بتجنيد الأسرى الرومانيين لصالح فرقة تودور فلاديمريسكو. عاد رادوليسكو بعد مرور عامين على غزو السوفييت لرومانيا في عام 1946. وأدمِج في الجهاز الإداري الجديد للبلاد. سمح له بالانتساب إلى الحزب الشيوعي الروماني (أو حزب العمال) في عام 1949. كذلك ارتقى إلى منصب نائب وزير التجارة الخارجية في نفس العام. وقع في الأسر خلال حملة الاعتقالات التي استهدفت ثلة مزعومة من «المنحرفين اليمينيين» والمتواطئين على تخريب الاقتصاد، إذ ألقت الشرطة السرية الرومانية (السكيوريتات) القبض عليه في عام 1952، ولكن سمح له الاحتفاظ بمنصبه التدريسي، وأعيد دمجه في الحياة السياسية ببطء، ليعاد تأهيله بالكامل مع بداية فك تبعية رومانيا عن الاتحاد السوفيتي.
أضحى رادوليسكو وزيرًا للتجارة الداخلية في عام 1956، ولكنه لم يؤسس نفسه على الساحة الدولية إلا بدءًا من عام 1959 حين أصبح وزيرًا للتجارة، ومن ثم وزيرًا للتجارة الخارجية. كذلك ظل يشغل منصب نائب رئيس مجلس الوزراء خلال الفترة الممتدة من عام 1963 حتى عام 1979. منح رادوليسكو مقعدًا شبه دائم في اللجنة المركزية ومكتبها السياسي (أو «اللجنة التنفيذية»)، وذلك على خلفية حصوله على مؤازرة نيكولاي تشاوتشيسكو وفصيله من الشيوعيين الوطنيين الذين سيطروا على الحزب الشيوعي الروماني في عام 1965. لعب دورًا في التحول الصناعي الاشتراكي بحلول عام 1970، ومارس دورًا أساسيًا في استكشاف الأسواق الدولية، ولا سيما في الدول النامية، فضلًا عن دخوله في مفاوضات للحصول على قروض من الشق الفرنسي لعائلة روتشيلد. تخلى عن مناصبه الحكومية في وقت لاحق من ذلك العقد. وعوضًا عن ذلك، عين قائدًا للمحكمة العليا للرقابة المالية. بادر إلى استحداث وسطه الأدبي الخاص أو «بلاطه»، متخذًا من منزله الريفي في بلدة كومانا مقرًا له، وجاء ذلك على خلفية إلحاح زوجته الروائية، دورينا، وتثقيفه للشاعر ميرون رادو باراسكفسكو. حجم رادوليسكو الرقابة الشيوعية وطبقها بصورة انتقائية- وتحديدًا ضد غريمه الأيديولوجي ميرتشا إلياده. وكان ينظر إليه في وسط الكتاب على أنه أكثر ليبرالية من طبقة النخبة الحاكمة المعهودة.
برز رادوليسكو كناقد انتقائي للشيوعية الوطنية بصفته مدافعًا عن الوسط الأدبي الروماني، فضلًا عن تمتعه بحق البت في شؤون اتحاد الكتاب -كذلك شارك في طقس عبادة شخصية تشاوتشيسكو على نحو تام. اتخذ موقفًا علنيًا مناهضًا «للبروتوكرونية» في عام 1986، إذ أثار جدلًا حين وصفها بكونها امتداد للفاشية خلال فترة ما بين الحربين. تابعت الشرطة السرية الرومانية (السكيوريتات) عن كثب اتصالاته مع الشخصيات السياسية الأخرى، واعتبروه متآمرًا محتملًا ضد النظام وأحد ناقدي سياساته التقشفية، ولكن ظل رادوليسكو حاضرًا إلى جانب تشاوتشيسكو طوال فترة الثورة الرومانية في عام 1989، وذلك رغم أنه نصح بعدم اللجوء إلى قمعها بعنف. ألقي القبض عليه مباشرةً بعد أن اتهمته جبهة الخلاص الوطنية بارتكاب الإبادة الجماعية وعدد من الجرائم الاقتصادية، غير أنه تملص من الملاحقة القضائية نظرًا لتدهور وضعه الصحي، وتوفي في أحد دور رعاية المسنين في عام 1991. استمر الجدال المحيط بمواقفه السياسية وسيرته الثقافية والدور الذي مارسه في دسائس عدة على مدار العقود التالية.

## السيرة الشخصية

### النشأة والجبهة الطلابية الديمقراطية
ولد غورغي رادوليسكو في مدينة بوخارست بتاريخ 5 سبتمبر عام 1914. ظل يعرف باسمه المحبب «غوغو» دون غيره حتى بلغ الستين من العمر. كان نجل أحد الموسيقيين المنحدرين من شعب الروما (لوتار)، وكانت أمه روسيةً، والتي تعرفت على أبيه خلال جولة في مدينة سانت بطرسبرغ، وذلك على الرغم من تسجيله رسميًا على أنه «حامل للجنسية والمواطنة الرومانية». وصفه أحد معارفه، إيغون بالاس، بالرجل «ذي الملامح الغريبة [الذي] كان يشبه خان التتار». فقد هو وأشقائه الأربعة والدهم في عام 1923. أخذ الشقيق البكر ألكسندرو على عاتقه العزف على الكمان لرواد السينما كوسيلة لإعالة الآخرين. دخل رادوليسكو الشاب مجال علم الاقتصاد بعد تخرجه من مدرسة كانتمير الثانوية، وهناك كان زميلًا للسريالي المستقبلي جيلو نعوم. حصل على دبلوم من المدرسة التجارية العليا الثانية في عام 1931، ليلتحق بعدها بالأكاديمية التجارية (كلية علم الاقتصاد العام) خلال العام التالي.
تخرج رادوليسكو من الأكاديمية في عام 1937، وكان واحدًا من القلائل المنحدرين من خلفية طبقية دنيا ممن حصلوا على شهادة دبلوم، وكان حينذاك مخطوبًا من دورينا روديتش. كانت دورينا ناشطةً في الحزب الشيوعي الروماني، وهي من أصول يهودية، وولدت في بلدة روزنوف بتاريخ 23 مايو عام 1909، وعرف عنها أنها كانت على صداقة مقربة من الشاعر إيلاريا فورونكا. تزوج الاثنان في عام 1938، حين كانت دورينا تعمل كضاربة على الآلة الكاتبة في متجر لافاييت العام في مدينة بوخارست. كانت نشاطات رادوليسكو الشيوعية تخضع لرقابة عملاء السيغورانتا (الشرطة السرية). وجاء في ملفه: «[كان] منظِمًا وقائدًا لجميع الأنشطة والإضرابات الطلابية […] كجزء من الدعاية الشيوعية خلال العام الدراسي 1935-1936». تبنى رادوليسكو المادية التاريخية بعلانية في مقالة نشرت في دورية الدراسات السوسيولوجية والعمالية في شهر أكتوبر من عام 1935، وذلك على خلفية كونه اقتصاديًا وصحفيًا، إذ وصف الفاشية الإيطالية بـ«ديكتاتورية البرجوازية السافرة». وفي الأثناء، ساهمت خطيبته بسلسلة من المقالات والقصص المصورة المناوئة للفاشية في صحيفة كوفانتول ليبر، والتي كان يديرها بيتري باندريا. كذلك أضحى رادوليسكو كاتبًا مساهمًا في عمود حول الشؤون الطلابية.
أسس رادوليسكو الجبهة الطلابية الديمقراطية في شهر مايو أو يونيو من عام 1935. وأريد منها أن تكون وسيلةً للحد من صعود الفاشيين المنتمين إلى الحرس الحديدي، وكانت بمثابة ملحق قانوني للحزب الشيوعي الروماني المحظور. وقع مقرها في البناء رقم 26 من شارع باتيشتي وسط بوخارست، وجمعت تحت لوائها مجموعة من الطلاب الشيوعيين -رادوليسكو، وميرون كونستانتينسكو، وميهنا غورغي، وكورنيليو مانيسكو، ومانا مانيسكو- والمعلمين -إدوارد ميزينتشسكو، وفلوريكا ميزينتشسكو، وبومبيليو ماكوفي.